# Бутівка (Чернігівський район)
Бу́тівка —  село в Україні, у Городнянській міській громаді Чернігівського району Чернігівській області.

## Населення

### Мова
Розподіл населення за рідною мовою за даними перепису 2001 року:
| Мова       | Кількість | Відсоток |
| ---------- | --------- | -------- |
| українська | 313       | 98.74%   |
| російська  | 4         | 1.26%    |
| Усього     | 317       | 100%     |

## Адміністративна належність
5 лютого 1965 року Указом Президії Верховної Ради Української РСР передано сільради: Бутівську та Конотопську Щорського району до складу Городнянського району.
12 червня 2020 року, відповідно до розпорядження Кабінету Міністрів України № 730-р від «Про визначення адміністративних центрів та затвердження територій територіальних громад Чернігівської області», село увійшло до складу Городнянської міської громади.
19 липня 2020 року, в результаті адміністративно-територіальної реформи та ліквідації Городнянського району, село увійшло до складу Чернігівського району.